# Hall & Martin
Hall & Martin war ein britischer Hersteller von Automobilen.

## Unternehmensgeschichte
Das Unternehmen aus dem Londoner Stadtteil Croydon war ein Händler für Automobile und Motorräder. 1904 begann unter Leitung von Harry Martin die Produktion von Automobilen. Der Markenname lautete Martin. 1906 endete die Produktion zunächst. 1912 entstand noch ein Rennwagen.

## Fahrzeuge
1904 stand das Modell 6 ½ HP im Angebot. Ein Einbaumotor von De Dion-Bouton war vorne im Fahrzeug montiert und trieb über eine Kardanwelle die Hinterachse an. Das Fahrgestell bestand aus Holz. Die Tonneaukarosserie bot Platz für vier Personen. 1905 folgte der 12 HP. Ein Zweizylindermotor von Aster trieb das Fahrzeug an. Auch dieses Fahrzeug war als Tonneau lieferbar.
1912 entstand als Einzelstück ein dreirädriger Rennwagen für Herrn Axford, der auf der Rennstrecke von Brooklands eingesetzt wurde.